# Latróbio
Latróbio é um inseto coleóptero de élitros curtos. Habita, geralmente, nos detritos vegetais.